# Faenza–Lavezzola-vasútvonal
A Faenza–Lavezzola-vasútvonal egy vasúti mellékvonal Olaszországban Faenza és Lavezzola között. A vasútvonal 1435 mm nyomtávolságú, egyvágányú, 39 km hosszúságú. Több részletben nyílt meg, az első szakaszt 1888 és 1889 között építették, a befejező szakaszt 1921-ben adták át.